# Doubravčany
Doubravčany jsou místní částí města Zásmuky v okrese Kolín ve Středočeském kraji. Nachází se asi dva kilometry západně od Zásmuk. Vesnicí prochází Silnice I/2. Protéká tudy řeka Výrovka, která je levostranným přítokem Labe. Doubravčany jsou také název katastrálního území o rozloze 3,34 km².

## Historie
První písemná zmínka o vesnici pochází z roku 1436.

## Pamětihodnosti
- Přírodní památka Stébelnatá rula
- Výklenková kaplička